# 이선장
이선장(李善長, 1314년 ~ 1390년)은 중국 명나라 초기 정치가이자 개국공신이다. 자는 백실(百室)이며, 봉양현(鳳陽縣, 지금의 안휘성 저주시 딩위안현) 출신이다.

## 생애
1354년(원 지정 14년), 주원장이 궐기하자, 그 휘하에 들어가 뛰어난 계략을 내놓아 주원장의 존경과 신임을 얻었으며 1368년 명나라가 건국되자, 초대 승상에 취임, 한국공(韓國公)의 작위를 받았으며, 최고의 개국공신으로 권세를 누렸다.
그러나 1380년에 자신의 후임이자 후배였던 좌승상 호유용이 북원 및 일본과 내통을 했다 하여 호유용을 비롯한 많은 공신들이 대역죄로 죽게 되자, 이선장 역시 연좌의 의혹이 있었으나 홍무제는 이선장이 연로하며 최고의 개국공신인 점을 들어 연좌의 가능성을 배제하고 이 일을 묻어두었다.
하지만 1390년에 홍무제는 호유용의 옥을 재수사를 명하였는데 이선장의 조카 이존의가 호유용과 몰래 밀통한 것이 드러나자 자결했다. 이후 명나라의 재상제는 완전히 폐지됐다.

## 같이 보기
- 호람의 옥